# عبد الفتاح سعيد البنا
عبد الفتاح السعيد عبد الفتاح البنا، ولد في 2 فبراير 1961، هو أستاذ ترميم الآثار بكلية الآثار جامعة القاهرة، كلف لمنصب وزير الآثار في حكومة عصام شرف في 15 يوليو 2011 إلا أنه اعتذر عن المنصب.توفى الدكتور عبد الفتاح البنا فى ٥ يناير ٢٠٢٥ عن عمر يناهز ٦٤ عاما

## المؤهلات العلمية
- حاصل على ليسانس الاثار من قسم ترميم الآثار - كلية الآثار - جامعة القاهرة – دور مايو 1983.
- حاصل على الماجستير في الآثار من قسم ترميم الآثار بتقدير ممتاز - كلية الآثار - جامعة القاهرة – 17/3/1990. رساله بعنوان “ دراسة مقارنة للمواد والطرق المستخدمة في علاج وصيانة الاثار الحجرية وتأثيرها على خواصها ".
- حاصل على درجة الدكتوراه في الجيولوجيا الهندسية وتطبيقاتها في ترميم الآثار - جامعة وارسو- بولندا – بتاريخ 24/10/1997. رساله بعنوان “ الدراسات التطبيقية في الجيولوجيا الهندسية لحماية الآثار الحجرية - الدير البحرى- مصر ".

### التدرج الوظيفي
1. معيد بقسم ترميم الآثار - كلية الآثار - جامعة القاهرة -من عام 1983 - 1990.
2. مدرس مساعد بقسم ترميم الآثار 1990 - 1997.
3. مدرس بقسم ترميم الآثار 1997 –2002.
4. أستاذ مساعد بقسم ترميم الآثار 2003 2-2011
5. أستاذ بقسم ترميم الأثار
6. نائب مدير مركز صيانة الآثار والمخطوطات ومقتنيات المتاحف - جامعة القاهرة من فبراير 2004 حتى فبراير 2008.
7. كلف وزيراً لشئون الأثار في وزارة عصام شرف يوليو 2011.